# Afterpartees
Afterpartees is een Indierockband uit het Limburgse Horst en Melderslo, opgericht in 2011.

## Biografie
De band speelt na hun oprichting vooral shows in regio Horst a/d Maas om daarna o.a. het voorprogramma van Mozes and the Firstborn te spelen tijdens diens albumpresentatie en in de kelderbar van poppodium Vera (Groningen) te spelen. Hier worden ze opgemerkt door platenwinkel eigenaar en labelbaas Jan Kooi. In 2013 wordt de eerste single First/Last uitgebracht via het Groningse Kogar Records van Jan Kooi. De single is alleen verkrijgbaar in een gelimiteerde oplage op 7" vinyl en is zeer snel uitverkocht.
De band krijgt in 2014 landelijke bekendheid dankzij zijn livereputatie en wordt door 3FM bestempeld als 3FM Serious Talent. In 2014 staat Afterpartees o.a. op Noorderslag en Pinkpop. Tijdens het laatstgenoemde festival wordt een platencontract getekend bij Excelsior Recordings. In 2015 speelt de band op Into The Great Wide Open, Best Kept Secret en Lowlands..
In 2015 brengt het vijftal zijn debuutalbum Glitter Lizard uit op Excelsior Recordings. De plaat wordt opgenomen door Roel Blommers en het artwork wordt verzorgd door gitarist Sjors Driessen. Glitter Lizard ontvangt meerdere positieve recensies . De band wordt bovendien op Noorderslag benoemd tot de beste show van het festival door 3voor12. In 2015 verzorgt Afterpartees een grote show op Zomerparkfeest in Venlo. Tijdens de zogenaamde Joekskapel XXL treden artiesten als Marco Roelofs en Beppie Kraft met de band op. In 2016 doet de groep drie keer het voorprogramma van de grote Duitse band Kraftklub tijdens diens Randale-tour.
In 2018 brengt de band zijn tweede album Life is Easy uit op Excelsior Recordings. De plaat wordt opgenomen door Rob Barbato (die eerder albums voor Kevin Morby en The Fall produceerde). Het artwork wordt wederom gemaakt door Sjors Driessen. Ook dit album wordt positief ontvangen door de (inter)nationale muziekpers  . De band toert dit jaar door Duitsland, Nederland en België en doet wederom een speciale show op Zomerparkfeest, genaamd Vrienden van Indie Live, samen met bevriende bands Clean Pete, Canshaker Pi en Mozes and the Firstborn.
Eind 2018 kondigt de band aan bezig te zijn met zijn derde album.
Begin 2020 kondigt de band aan dat drummer Youri Linskens de band gaat verlaten. Oud drummer Teun Winkelmolen zal opnieuw plaatsnemen als drummer. In 2020 wordt gitarist Bram Vermeulen vast lid van de band.
In 2021 kondigt de band aan dat hun derde album 'Family Names' begin 2022 uit zal komen via AT EASE. De eerste single 'I Don't Want The World To Stop' debuteert bij KINK. Later werden singles 'Running Around', 'The Buun' en album title track 'Family Names' uitgebracht.
Begin 2025 kondigt de band een nieuwe EP genaamd 'Higher Places' aan.

## Discografie

### Albums
- 2015: Glitter Lizard
- 2018: Life is Easy
- 2022: Family Names
- 2025: Higher Places (EP)

### Singles
- 2013: First/Last / That's What You Said
- 2017: Lazy Come, Lazy Go / American Parking Meter